# 林德山
46°30′19″N 7°21′24.5″E / 46.50528°N 7.356806°E

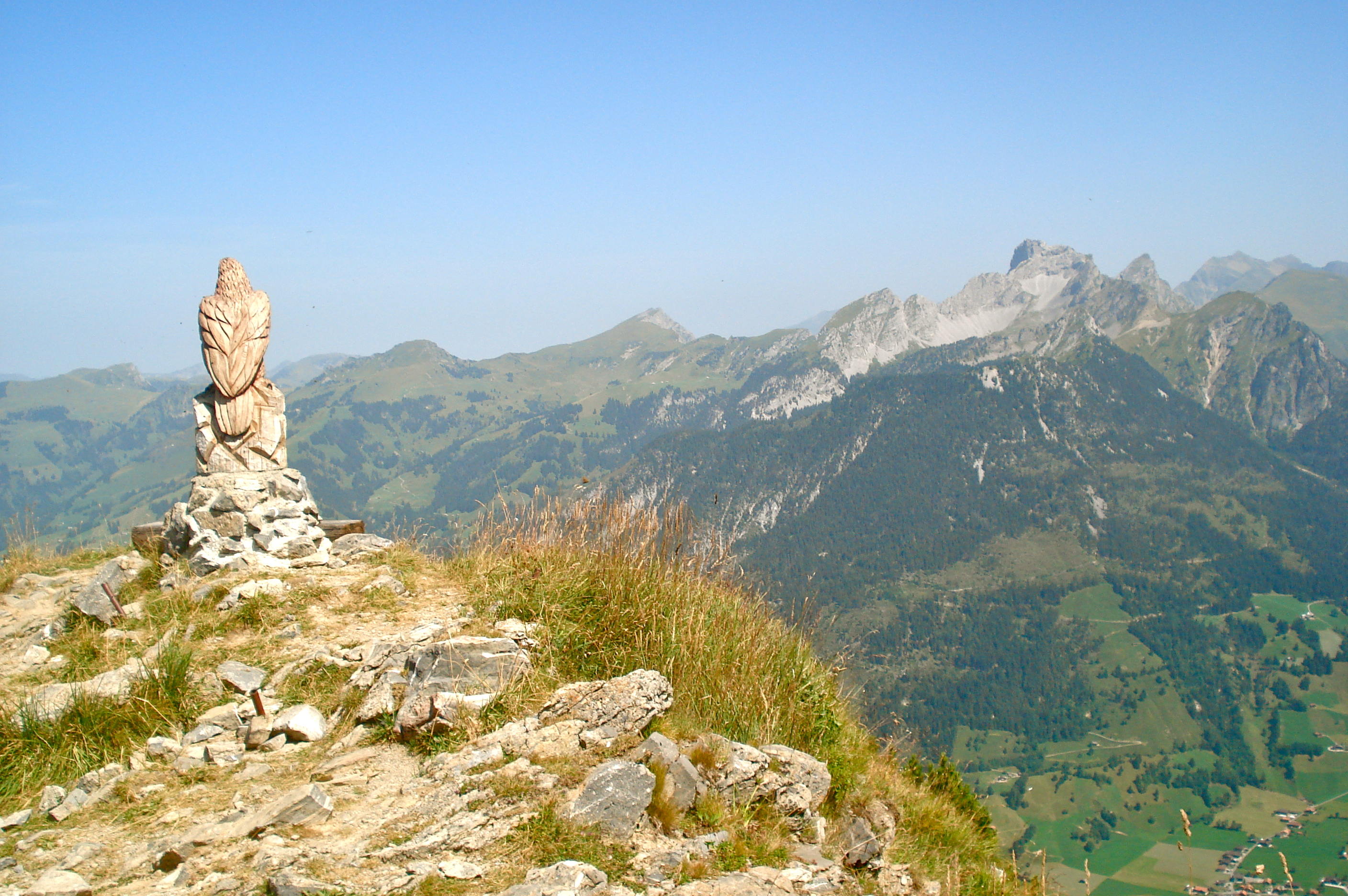

林德山（Rinderberg），是瑞士的山峰，位於該國中西部，由伯恩州負責管轄，屬於伯爾尼山的一部分，處於維爾德峰以北，海拔高度2,079米，每年平均降雨量1,395毫米。